# 比拉河 (塞雷特河支流)
比拉河（烏克蘭語：Біла），是烏克蘭的河流，位於該國西部捷爾諾波爾州，屬於塞雷特河的右支流，發源自馬爾特尼夫卡東北面，流經喬爾特基夫區，河道全長26公里。